# Dolní Lhota (district de Zlín)
Pour les articles homonymes, voir Dolní Lhota.
Dolní Lhota (en allemand : Unter Lhotta) est une commune du district et de la région de Zlín, en Tchéquie. Sa population s'élevait à 646 habitants en 2018.

## Géographie
Dolní Lhota se trouve à 15 km au sud-est de Zlín, à 88 km à l'est de Brno et à 265 km au sud-est de Prague.
La commune est limitée par Horní Lhota au nord, par Sehradice à l'est, par Slavičín au sud-est, par Petrůvka au sud, et par Pozlovice à l'ouest.

## Histoire
Plusieurs noms allemands sont attestés pour la localité : Unter-Lhota (1869, 1888), Unterlhotta (1900, 1910), Unter-Lhotta (1939). À la fin du XIXe siècle, tous les habitants étaient de nationalité morave.